# Rudý den
Rudý den byla neúspěšná protestní akce československých komunistů naplánovaná na 6. července 1928 v Praze. Příčinou byl úřední zákaz konání druhé spartakiády komunistických tělocvičných jednot. Vedení Komunistické strany očekávalo masovou účast, nicméně dorazily jen jednotky tisíc osob. Neúspěch protestu dopomohl ke konci tehdejšího generálního tajemníka KSČ Bohumila Jílka a nástupu Klementa Gottwalda a jeho křídla.

## Historické souvislosti
V parlamentních volbách roku 1925 se Komunistická strana Československa (KSČ) umístila na druhém místě s 12,9 % hlasů. Nicméně i přesto, že bylo krátce po první světové válce a ekonomická situace nebyla dobrá, nedařilo se jí mobilizovat masy. Znepokojena byla i Komunistická internacionála. Vedení KSČ se proto usneslo dokázat svou akceschopnost uspořádáním II. spartakiády 6.–7. července 1928.
Přípravy sportovní akce trvaly dva roky, avšak krátce před její realizací pražské policejní ředitelství rozhodlo o jejím zákazu, a to proto, že plánované vystoupení žactva nebylo v souladu s tehdy platným výnosem pražské zemské školní rady, jež zakazovalo účast školních dětí na tělovýchovných cvičeních organizovaných Federací dělnických tělocvičných jednot (FDTJ), a dále policejní ředitelství preferovalo ve městě zachování klidu a pořádku.

## Podoba protestu
V reakci na zákaz se rozhodl senátor Josef Skalák uspořádat v den, kdy se měla spartakiáda původně konat, demonstraci nazvanou „Rudý den“. Svolavatelé plánovali, že tím v Praze vyvolají rozsáhlé nepokoje. Podle jejich představ mělo na Národní třídu a Václavské náměstí dorazit asi sto tisíc protestujících. Nakonec dorazilo jen asi pět tisícovek demonstrantů, a to především komunistů. Neúspěch využili bolševici v Komunistické straně Československa sdružení kolem Klementa Gottwalda ke kritice dosavadního umírněného vedení strany, které vyvrcholilo uchvácením moci ve straně Gottwaldovými souputníky na sjezdu v roce 1929.